# 마이켈 마소
마이켈 데메트리오 마소 바바스트로(스페인어: Maykel Demetrio Massó Bavastro, 1999년 5월 8일~)는 쿠바의 육상 선수로 주 종목은 멀리뛰기이다. 2020년 하계 올림픽 남자 멀리뛰기에서 동메달을 획득했다.